# Adrien Dolimont
Adrien Dolimont, né le 18 septembre 1988 à Montigny-le-Tilleul, est un homme politique belge membre du Mouvement réformateur (MR). Il est ministre-président du gouvernement wallon et bourgmestre empêché de Ham-sur-Heure-Nalinnes depuis 2024.
Il est élu conseiller communal puis nommé échevin de Ham-sur-Heure-Nalinnes en 2006, à 18 ans. Il siège au collège communal pendant 16 ans avant de rejoindre, en 2022, le gouvernement wallon en tant que ministre du Budget, des Finances, des Aéroports et des Infrastructures sportives en remplacement de Jean-Luc Crucke.
À la suite des élections régionales de juin 2024, il devient ministre-président de la Wallonie dans le cadre d'une coalition avec Les Engagés. Parallèlement, il est nommé ministre de la Recherche du gouvernement de la Communauté française. Il est désigné bourgmestre de Ham-sur-Heure-Nalinnes après les élections communales d'octobre suivant, mais se trouve empêché du fait de ses fonctions gouvernementales.

## Biographie

### Famille
Adrien Dolimont, né le 18 septembre 1988 à Montigny-le-Tilleul, est le fils d'Alain Dolimont, professeur en langues germaniques, et d'Annette Nicaise, directrice de l'école communale de Nalinnes. Il fait partie d'une famille de cinq enfants et est le petit-fils de l'ancien bourgmestre libéral de Ham-sur-Heure-Nalinnes, Marcel Nicaise.
Son épouse est originaire de Wallonie picarde, et ils ont un fils. Il pratique la natation, le triathlon puis le cyclisme sur route et sur piste au sein du club Sprint 2000 à Charleroi. 

### Études et vie professionnelle
De 2006 à 2011, Adrien Dolimont fait des études universitaires d’ingénierie de la faculté polytechnique de Mons. En 2011, il en sort diplômé d'un master en sciences de l'ingénieur, orientation ingénieur civil mécanicien. En 2011, il devient assistant-professeur à l'université, fonction qu’il exerce pendant 8 ans. Il entame parallèlement un doctorat à la faculté polytechnique de l’université de Mons où il obtient en 2018 le diplôme de docteur en sciences de l'ingénieur et technologie.
En 2019, il passe du monde de l'université à l'entrepreneuriat en créant une société de consultance en ingénierie. En 2021, s'y ajoute une entreprise réalisant des installations photovoltaïques à haute intensité.

### Parcours politique local
Adrien Dolimont s'engage précocement en politique au sein des libéraux du Mouvement réformateur (MR). En 2006, à 18 ans seulement, il est élu conseiller communal puis nommé échevin de la Jeunesse, du Folklore, du Tourisme, de la Digitalisation et de la Pêche dans le collège communal de Ham-sur-Heure-Nalinnes. Il devient ainsi le plus jeune échevin de Belgique.
En 2012, il devient premier échevin, délégué aux Finances, aux Marchés publics, à la Communication, au Folklore, aux Sports, aux Plaines de jeux et aux Stages sportifs. Réélu en 2018, il prend la présidence du Centre public d'action sociale (CPAS) et l'échevinat des Finances, du Budget, des Marchés publics et du Folklore et ce, jusqu'à sa nomination comme ministre en 2022.
À la suite des élections communales du 13 octobre 2024, il est désigné le 2 décembre bourgmestre de Ham-sur-Heure-Nalinnes mais il se trouve empêché et laisse à Olivier Leclercq le soin d'exercer les fonctions maïorales.

### Parcours politique au gouvernement wallon
Le 13 janvier 2022, Adrien Dolimont remplace de Jean-Luc Crucke, démissionnaire comme ministre wallon du Budget, des Finances, des Aéroports et des Infrastructures sportives au gouvernement wallon.
En juin 2024, il est élu député régional de l'arrondissement électoral de Charleroi-Thuin au Parlement wallon,. Il est nommé, le 14 juillet 2024, ministre-président du gouvernement wallon, devenant le plus jeune titulaire de ce poste. Il est également chargé du Budget, des Finances, du Bien-être animal, des Relations internationales et des Licences d'armes. De plus, il est ministre francophone de la Recherche scientifique pour la gouvernement de la Communauté française.
Adrien Dolimont est décrit par les élus MR locaux comme étant « un gestionnaire, familiarisé avec les matières financières, qui n'aime ni ne recherche les confrontations. Faisant avancer ses dossiers "calmement" ».

### Autres activités
Il a exercé divers mandats dans des sociétés privées et publiques jusqu'à sa désignation comme ministre en 2022 (Tibi, Le Foyer de la Haute Sambre SRL, Dolimont Consult SRL, Énergie solaire intelligente SRL, Sofico, SWDE).